# Dasysphinx tarsipuncta
Dasysphinx tarsipuncta là một loài bướm đêm thuộc phân họ Arctiinae, họ Erebidae.